# Juha Tapio
Juha Leevi Antero Tapio, conosciuto come Juha Tapio (Vaasa, 5 febbraio 1974), è un cantante finlandese.

## Biografia
Originario di Vaasa, è salito alla ribalta nel 2003 con il terzo album in studio Mitä silmät ei nää, arrivato 8º nella Suomen virallinen lista. Il suo disco di maggior successo si è confermato Suurenmoinen elämä, grazie ad oltre 48 634 vendite, seguito da Lapislatsulia (42 624) e Suurenmoinen elämä (41 816).
Agli Emma gaala, il principale riconoscimento musicale della Finlandia, ha trionfato in tre categorie. Nel 2019 ha tenuto un concerto tutto esaurito presso la Hartwall Arena.

## Discografia

### Album in studio
- 1999 – Tuulen valtakunta
- 2001 – Tästä kaikesta
- 2003 – Mitä silmät ei nää
- 2005 – Ohikiitävää
- 2006 – Kaunis ihminen
- 2008 – Suurenmoinen elämä
- 2011 – Hyvä voittaa
- 2012 – Joululauluja
- 2013 – Lapislatsulia
- 2015 – Sinun vuorosi loistaa
- 2016 – Loistava kokoelma
- 2018 – Kuka näkee sut
- 2019 – Pieniä taikoja
- 2023 – Elävien maasaa

### EP
- 2015 – Vain elämää

### Raccolte
- 2008 – Mitä silmät ei nää/Ohikiitävää
- 2009 – Suurenmoinen kokoelma 1999-2009
- 2010 – Sound Pack 20
- 2011 – 30 suosikkia
- 2014 – Sitkeä sydän//Suurimmat hitit
- 2016 – Loistava kokoelma

### Singoli
- 2001 – Syksy
- 2003 – Mitä silmät ei nää
- 2003 – Ukkosta ja ullakolla
- 2004 – Haaveilija
- 2005 – Arvaamatta tuuli kääntyy
- 2005 – Ihme
- 2005 – Ohikiitävää
- 2006 – Kelpaat kelle vaan
- 2006 – Hengittää
- 2006 – Anna pois itkuista puolet/Kaunis ihminen
- 2008 – Kaksi puuta
- 2009 – Raikas tuuli
- 2011 – En mitään, en ketään
- 2011 – Sitkeä sydän
- 2012 – Jossain täällä
- 2013 – Tykkään susta niin että halkeen
- 2013 – Music Everywhere
- 2013 – Ohikiitävää (con Anna Abreu)
- 2014 – Planeetat, enkelit ja kuu (con Anna Puu)
- 2015 – Sinun vuorosi loistaa
- 2016 – Rakastettu
- 2017 – Sinuhe
- 2017 – Suurempaa
- 2017 – Oo se kun oot
- 2017 – Koneeseen kadonnut
- 2017 – Duran Duran
- 2017 – Niin kaunis on hiljaisuus
- 2017 – Mitä silmät ei nää
- 2017 – Sydän jota rakastan
- 2018 – Kuka näkee sut
- 2019 – Se tekee hyvää (feat. Jukka Poika)
- 2019 – Päiväni ilman sinua
- 2019 – Hiljaisii heeroksii (con Ellinoora)
- 2019 – Kun vielä ehtii
- 2021 – Meidän aika
- 2021 – Valitsisin sut
- 2022 – Vaadin rauhaa
- 2022 – Kompassi (con Mikael Gabriel)
- 2022 – Elossa
- 2023 – Rakkaus saapuu
- 2024 – Banzai
- 2024 – Kukapa ei
- 2025 – Koska sinä